# Passo di Centocroci
Il passo di Centocroci (Sentu Cruxe in ligure), è un valico posto alla quota di 1055 metri sul livello del mare  che separa la Val di Vara dall'Emilia.

## Descrizione

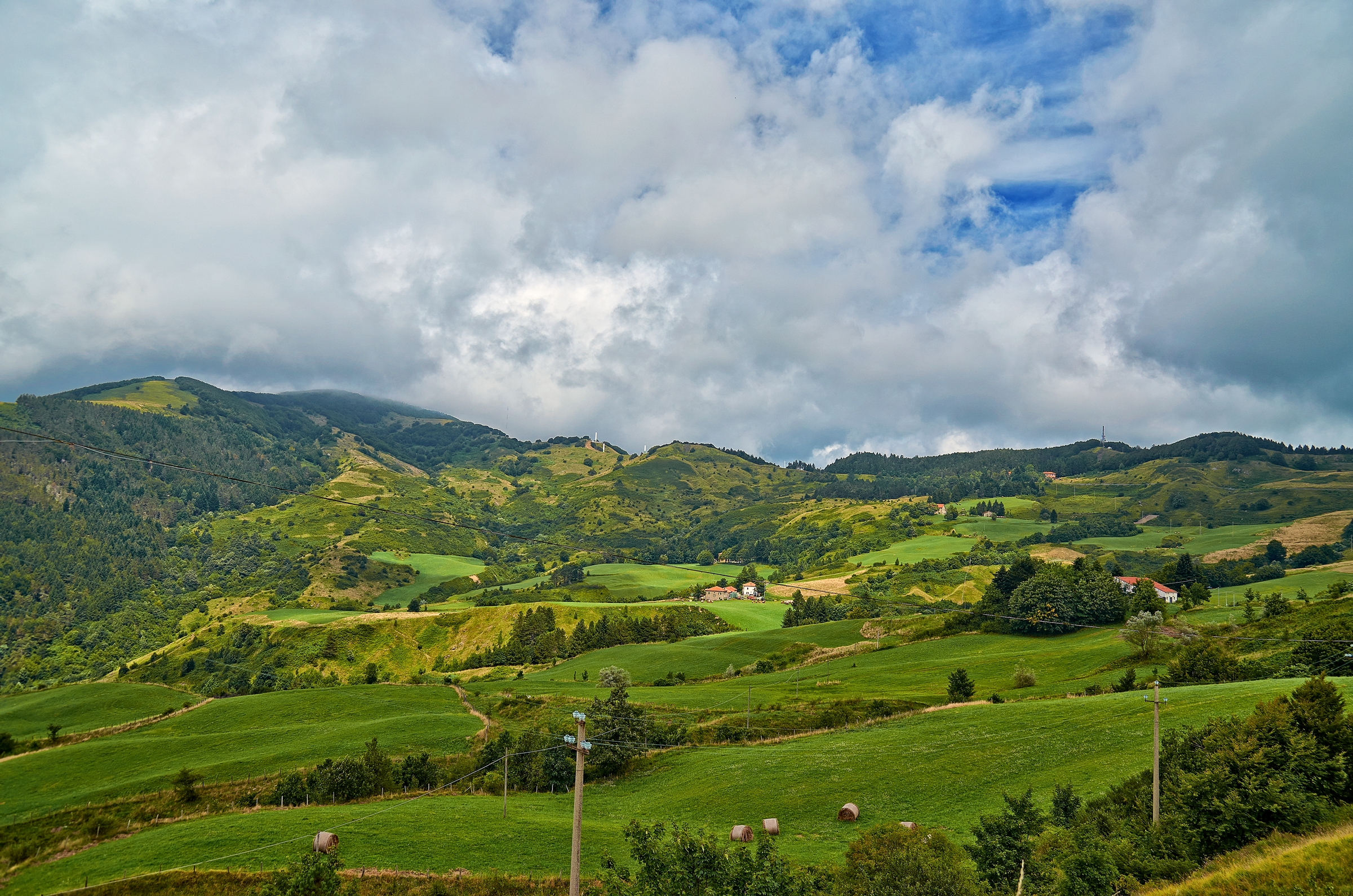
L'area del passo

Il passo si apre sul crinale alcuni chilometri a nordovest del monte Gottero, nell'Appennino ligure.
Il passo è attraversato dalla statale 523 che congiunge il comune di Varese Ligure, in provincia della Spezia, con quello di Albareto in provincia di Parma, cui appartengono i territori sul lato padano del passo.

## Origine del nome
Il nome del Passo di Cento Croci è da ricercarsi tra varie storie popolari, leggende e credenze.
Fra le antiche storie, la più conosciuta è quella che ricorda una banda di briganti che operava lungo il crinale appenninico e che avrebbe ucciso, durante le sue feroci scorrerie, più di cento viandanti: da qui le corrispondenti cento croci messe come monito e rimaste nel nome del valico.

## Storia
Al Passo di Cento Croci, sorge un imponente e importante monumento dedicato ai partigiani caduti nel corso della seconda guerra mondiale appartenuti alla brigata Cento Croci, formazione partigiana che sul finire del gennaio 1945 si scinde in due distinte formazioni, la brigata garibaldina Cento Croci operante nelle spezzino, e il raggruppamento brigate della Vecchia Cento Croci operante nel parmense. 

Il monumento è stato costruito e autofinanziato dai reduci e simpatizzanti. 
Il 25 aprile di ogni anno al Cento Croci, alle ore 11:00, viene celebrata una messa in memoria di tutti i partigiani caduti.